# Schwoben
Schwoben (Schwobe in alsaziano) è un comune francese di 229 abitanti situato nel dipartimento dell'Alto Reno nella regione del Grand Est.

## Società

### Evoluzione demografica
Abitanti censiti